# Riebeis
Riebeis ist eine Ortschaft und eine Katastralgemeinde der Gemeinde Rappottenstein im Bezirk Zwettl in Niederösterreich.

## Geschichte
Der Ort wurde 1311 zum ersten Mal schriftlich als Rudweins erwähnt.
Im Jahr 1822 wurde der Ort als Dorf mit zehn Häusern genannt, das nach Kirchbach eingepfarrt war, wohin auch die Kinder eingeschult wurden. Die Herrschaft Rottenbach besaß die Ortsobrigkeit und übte die Landgerichtsbarkeit aus, die Herrschaft Rosenau besorgte die Konskription und die Herrschaft Rosenau und Rappottenstein hatten die Grundherrschaft inne.
Mit der Aufhebung der Grundherrschaften wurde der Ort 1849 eine Katastralgemeinde der Gemeinde Kirchbach
Laut Adressbuch von Österreich waren im Jahr 1938 in Riebeis ein Schweinehändler und einige Landwirte ansässig.
Am 1. Jänner 1972 wurde Riebeis als Teil der Gemeinde Kirchbach nach Rappottenstein eingemeindet.

## Siedlungsentwicklung
Zum Jahreswechsel 1979/1980 befanden sich in der Katastralgemeinde Riebeis insgesamt 17 Bauflächen mit 6.411 m² und 15 Gärten auf 15.341 m², 1989/1990 gab es 16 Bauflächen. 1999/2000 war die Zahl der Bauflächen auf 42 angewachsen und 2009/2010 bestanden 20 Gebäude auf 31 Bauflächen.

## Bodennutzung
Die Katastralgemeinde ist landwirtschaftlich geprägt. 83 Hektar wurden zum Jahreswechsel 1979/1980 landwirtschaftlich genutzt und 50 Hektar waren forstwirtschaftlich geführte Waldflächen. 1999/2000 wurde auf 77 Hektar Landwirtschaft betrieben und 56 Hektar waren als forstwirtschaftlich genutzte Flächen ausgewiesen. Ende 2018 waren 74 Hektar als landwirtschaftliche Flächen genutzt und Forstwirtschaft wurde auf 57 Hektar betrieben. Die durchschnittliche Bodenklimazahl von Riebeis beträgt 20,3 (Stand 2010).